# Jüri Jaakson

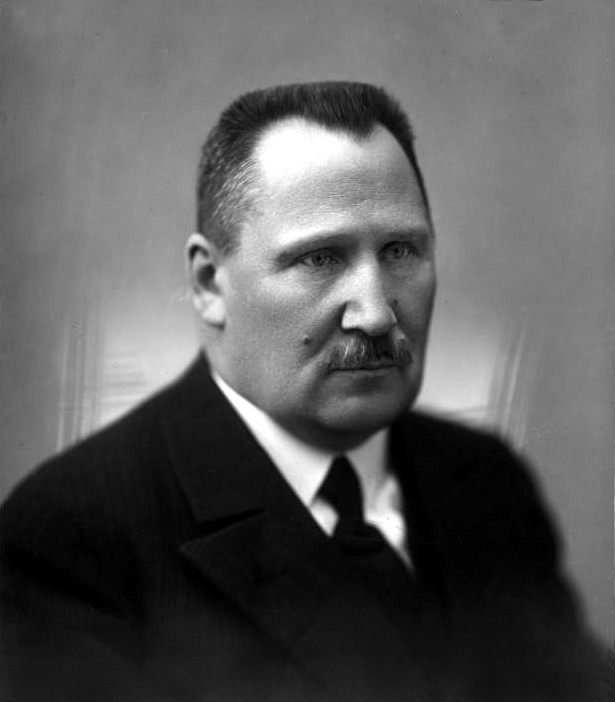
Jüri Jaakson

Jüri Jaakson (* 4. Januarjul. / 16. Januar 1870greg. auf dem Hof Kokkawidiku, heute Gemeinde Saarepeedi, Kreis Viljandi, Estland; † 20. April 1942 im Gefangenenlager Soswa, Oblast Swerdlowsk, Sowjetunion) war ein estnischer Politiker.

## Jurist
Jüri Jaakson wurde als Sohn von Ado (1818–1885) und Mari Jaakson (geb. Köhnberg, 1887–1915) geboren. Er besuchte das renommierte Hugo-Treffner-Gymnasium in Tartu.
Jaakson studierte von 1892 bis 1896 Rechtswissenschaft an der Universität in Tartu. Von 1897 bis 1901 war er als Anwalt in Viljandi und von 1901 bis 1914 in der livländischen Hauptstadt Riga tätig. Von 1915 bis 1919 war Jüri Jaakson Mitglied des Aufsichtsrats der Tallinner Stadtbank (Tallinna Linnapank).

## Politik

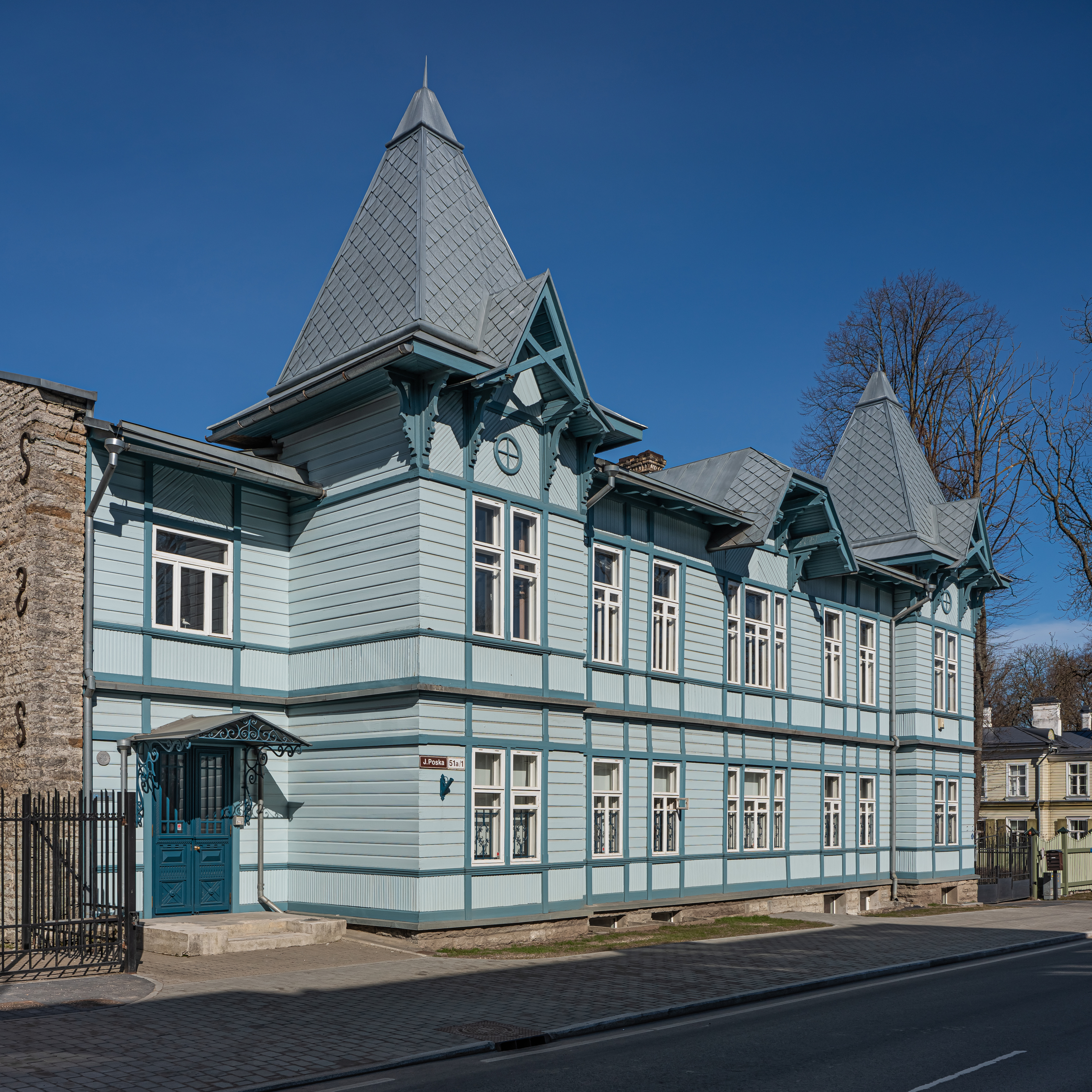
Wohnhaus der Familie Jaakson in den 1920er und 30er Jahren im Tallinner Stadtteil Kadriorg

1917 begann seine politische Karriere als Assistent des Gouvernementskommissars von Estland. 1917/18 war er Abgeordneter und stellvertretender Vorsitzender des Provisorischen Landtags des Gouvernements Estland. Jaakson gehörte der national-konservativen Estnischen Demokratischen Partei (Eesti Demokraatlik Erakond), die sich Ende 1918 in Estnische Volkspartei (Eesti Rahvaerakond) umbenannte.
Am 24. Februar 1918 rief Estland seine Loslösung von Russland und seine staatliche Souveränität als Republik aus. Von November 1918 bis Mai 1919 bekleidete Jüri Jaakson das Amt des Gerichtsministers im Kabinett von Ministerpräsident Konstantin Päts. Dasselbe Amt hatte er von Mai bis September 1919 in der Regierung von Otto Strandman und von November 1919 bis Ende Oktober 1920 in den Kabinetten von Jaan Tõnisson inne.
Jaakson wurde 1919 in die Verfassungsgebende Versammlung der Republik Estland (Asutav Kogu) gewählt. Er gehörte anschließend dem Parlament (Riigikogu) in allen fünf Legislaturperioden der Zwischenkriegszeit an. Vom 16. Dezember 1924 bis 15. Dezember 1925 war Jaakson in einer großen Koalitionsregierung estnischer Staats- und Regierungschef. 
Jaakson war Gründungs- und Vorstandsmitglied zahlreicher Geschäftsbanken in der jungen Republik Estland. Von 1926 bis 1940 bekleidete er das Amt des Präsidenten der estnischen Zentralbank (Eesti Pank). Ab 1938 gehörte er damit ex officio dem Staatsrat (Riiginõukogu) an, der zweiten Parlamentskammer. Von 1929 bis 1936 vertrat Jaakson die Republik Estland im Finanzausschuss des Völkerbundes in Genf.

## Deportation und Hinrichtung
Mit der Besetzung Estlands durch die Sowjetunion wurde Jüri Jaakson am 14. Juni 1941 durch den NKWD verhaftet, ins Innere Russlands verbracht und dort 1942 hingerichtet. Sein Grab ist unbekannt. Ein Denkmal in seiner Heimatgemeinde erinnert heute an ihn.

## Privatleben
Jüri Jaakson war mit Mary Vilhelmine Olga Jaakson verheiratet. 1918 wurde die gemeinsame Tochter Liidia geboren.